# پیریدوتریازولودیازپین

زاپیزولام—تنها نمونه شناخته شده از پیریدوتریازولودیازپین‌ها است.

پیریدوتریازولودیازپین یک ترکیب هتروسیکلی حاوی حلقه‌های پیریدین و تری آزول است که به یک حلقه دیازپین جوش خورده‌اند.
پیریدوتریازولودیازپین‌ها ساختار مرکزی زاپیزولام را تشکیل می‌دهند. تاکنون تحقیقات اندکی پیرامون زاپیزولام انجام شده‌است، اما احتمالاً مانند سایر مشتقات بنزودیازپین، به ویژه تری‌آزولوبنزودیازپین‌ها (مانند آلپرازولام)، آرام‌بخش و/یا ضداضطراب است.